# Ööriku
Ööriku – wieś w Estonii, w prowincji Sarema, w gminie Orissaare. 1 stycznia 2008 roku wieś zamieszkiwało 13 osób.